# Pantoporia bazilana
Pantoporia bazilana är en fjärilsart som beskrevs av Hans Fruhstorfer 1906. Pantoporia bazilana ingår i släktet Pantoporia och familjen praktfjärilar. Inga underarter finns listade i Catalogue of Life.